# Nystalea albipicta
Nystalea albipicta är en fjärilsart som beskrevs av William Schaus 1923. Nystalea albipicta ingår i släktet Nystalea och familjen tandspinnare. Inga underarter finns listade i Catalogue of Life.